# On My Level
"On My Level" é uma canção do rapper estadunidense Wiz Khalifa, com a participação do também rapper compatriota Too Short. A canção foi lançada nas estações de rádios americanas em 28 de maio 2011, como terceiro single de seu terceiro álbum de estúdio Rolling Papers. A canção foi escrita por Wiz Khalifa, Too Short, James Scheffer, Danny Morris e produzida por Jim Jonsin. O single chegou a quinquagésima segunda posição na Billboard Hot 100, e foi certificada ouro pela Recording Industry Association of America.

## Faixas e formatos
| Download digital |                               |         |  |
| N.º              | Título                        | Duração |  |
| 1.               | "On My Level" (com Too Short) | 4:35    |  |

## Música e vídeo
O videoclipe da canção foi lançado oficialmente no YouTube em 27 de janeiro de 2011. Alem das aparições de Wiz Khalifa e Too $hort, o vídeo contou com as participações especiais de Nipsey Hussle e DJ Drama.

## Performance comercial
No Estados Unidos a faixa chegou a quinquagésima segunda posição na Billboard Hot 100, a decima sexta na R&B/Hip-Hop Songs e a decima na Rap Songs. Em 28 de novembro de 2011, apos alcançar a marca de 500 mil copias vendidas o single foi certificado ouro pela RIAA.

## Desempenho nas paradas
| Paradas (2011)                               | Melhor posição |
| -------------------------------------------- | -------------- |
| Canadá (Canadian Hot 100)                    | 96             |
| Estados Unidos (Billboard Hot 100)           | 52             |
| Estados Unidos (Billboard R&B/Hip-Hop Songs) | 16             |
| Estados Unidos (Billboard Hot Rap Songs)     | 10             |
| Estados Unidos (Billboard Rhythmic)          | 38             |

## Certificações
| País                  | Certificação | Vendas certificadas |
| --------------------- | ------------ | ------------------- |
| Estados Unidos (RIAA) | Ouro         | 500,000             |

## Histórico de lançamento
| País           | Data                    | Formato            | Gravadora         |
| -------------- | ----------------------- | ------------------ | ----------------- |
| Estados Unidos | 22 de fevereiro de 2011 | Digital download   | Rostrum, Atlantic |
| Estados Unidos | 28 de maio 2011         | Urban contemporary | Rostrum, Atlantic |